# Uniwersytet Łódzki

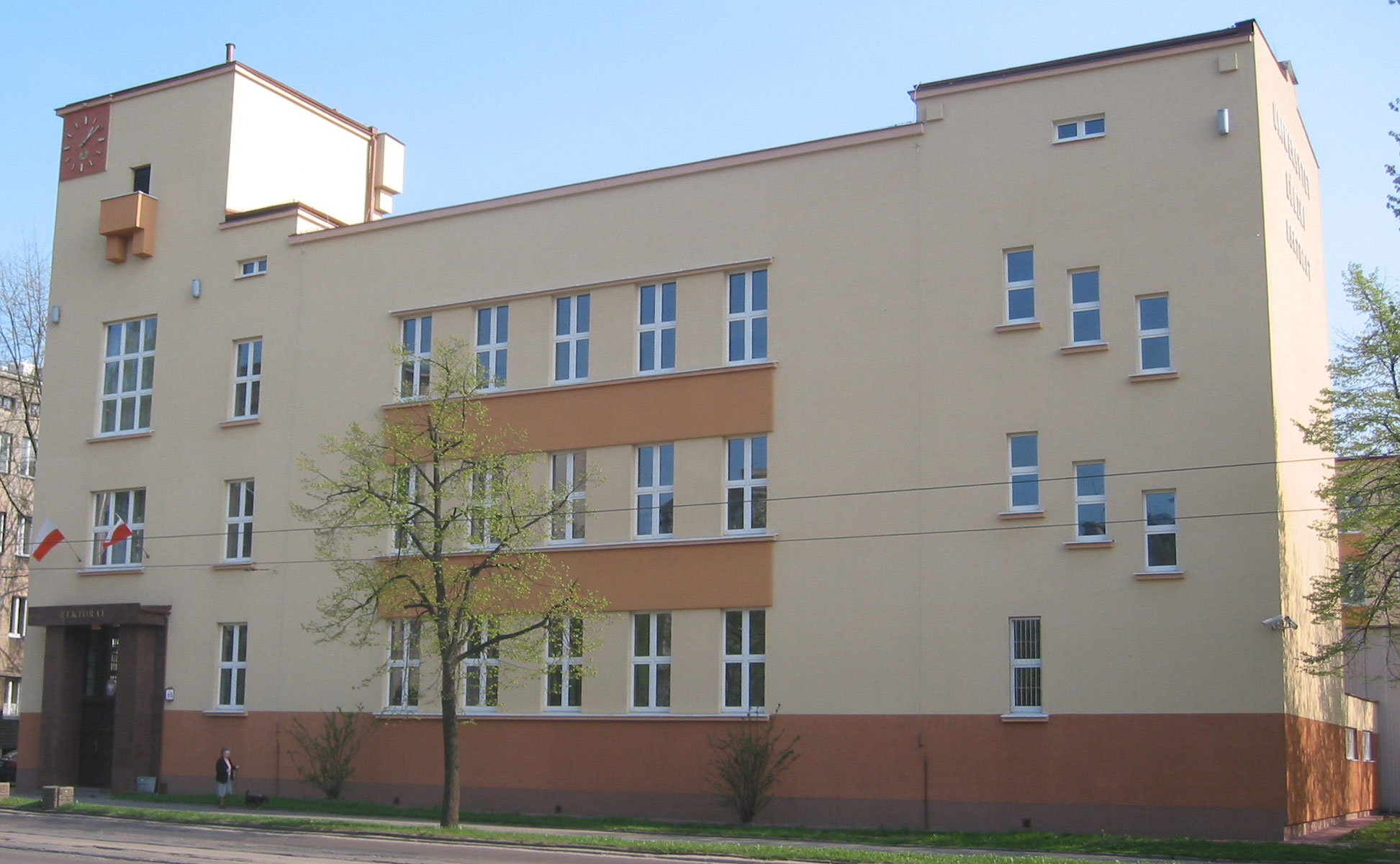
Dawny budynek Rektoratu Uniwersytetu Łódzkiego

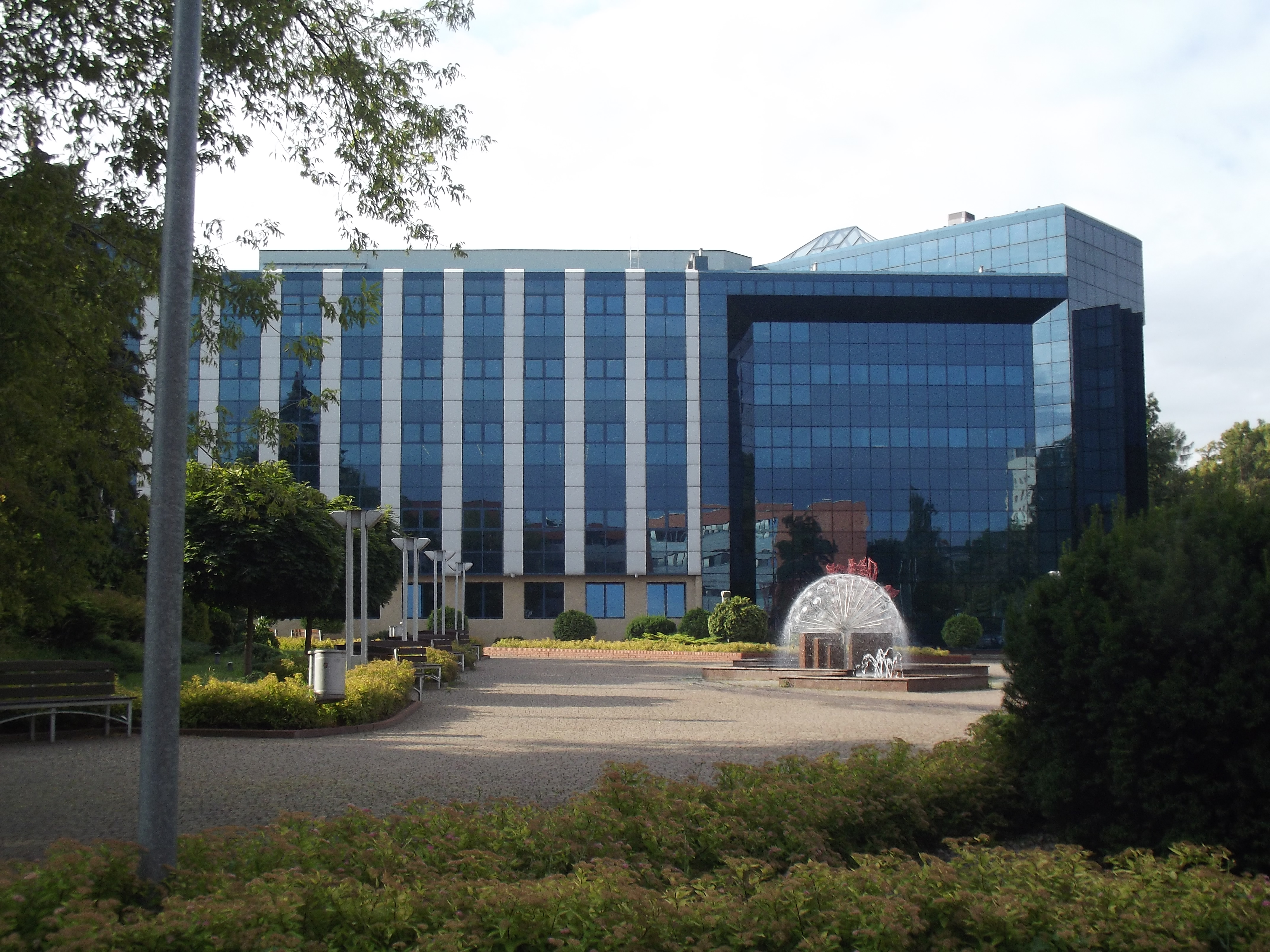
Biblioteka Uniwersytetu Łódzkiego

Uniwersytet Łódzki, skr. UŁ – polska uczelnia utworzona dekretem z 24 maja 1945 jako kontynuatorka dorobku i tradycji działających w okresie międzywojennym w Łodzi Instytutu Nauczycielskiego (1921–1928), Wyższej Szkoły Nauk Społecznych i Ekonomicznych (1924–1928) oraz oddziału Wolnej Wszechnicy Polskiej (1928–1939).
W 2007 znalazł się wśród 500 najlepszych uczelni na świecie według rankingu magazynu The Times, natomiast w 2013 r. w rankingu brytyjskiego tygodnika „Times Higher Education” zajął 100. miejsce w rankingu stu najlepszych placówek naukowych dwudziestu rynków wschodzących. W 2021 zajął 78. miejsce na liście QS World University Rankings: Emerging Europe and Central Asia.

## Historia

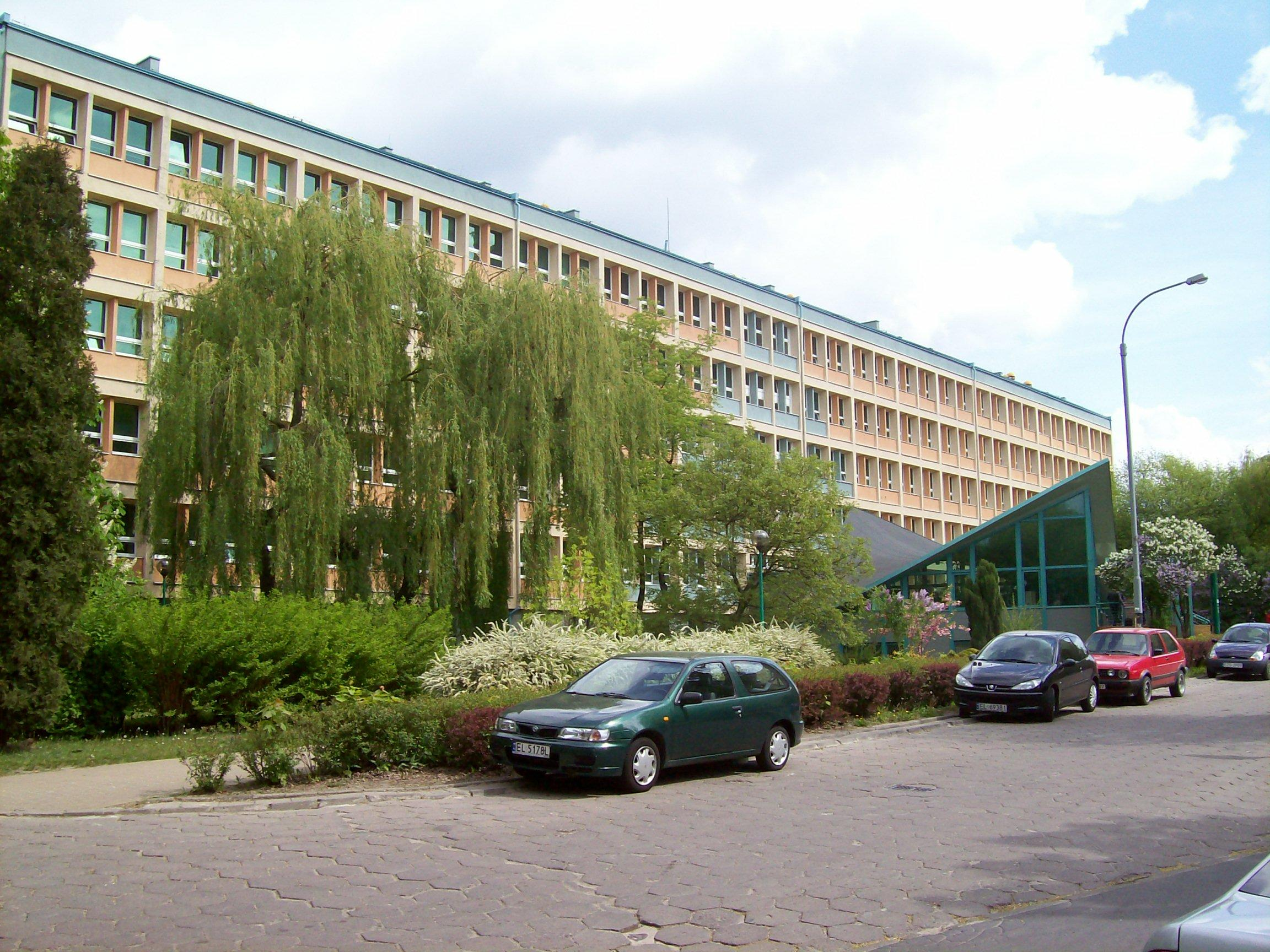
Budynek A Wydziału Biologii i Ochrony Środowiska Uniwersytetu Łódzkiego, maj 2009

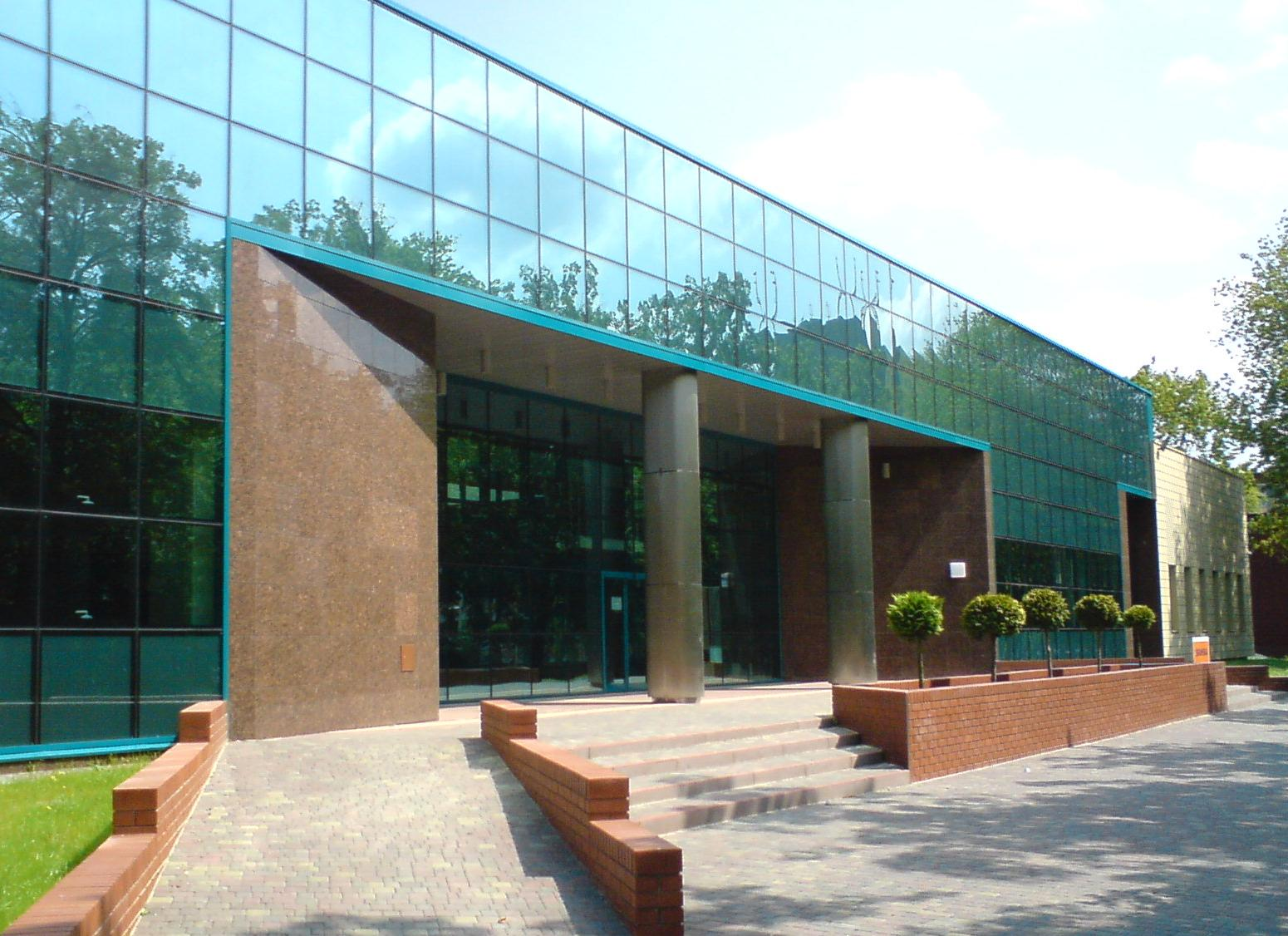
Budynek Biologii Molekularnej Uniwersytetu Łódzkiego, lipiec 2010

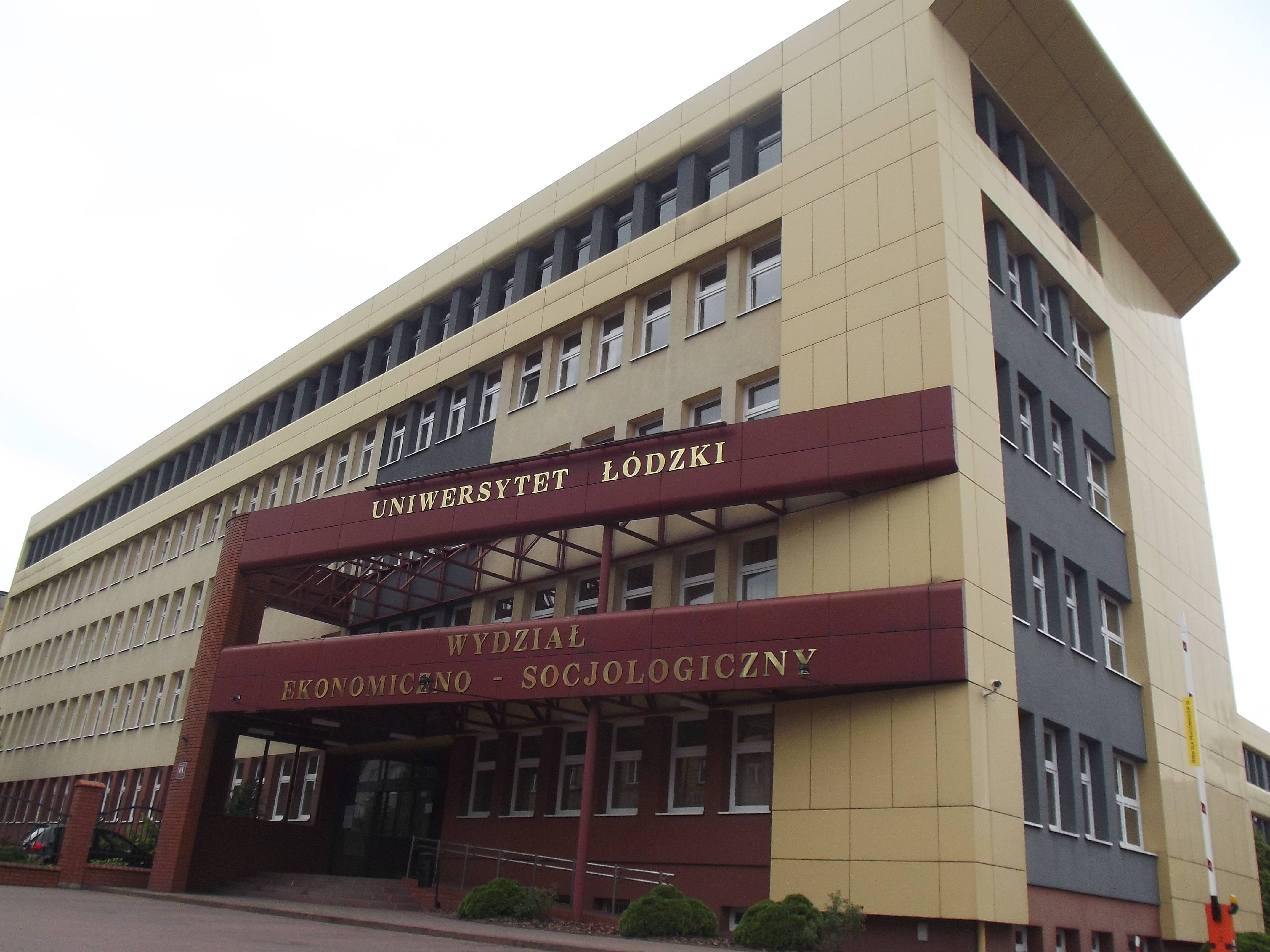
Wydział Ekonomiczno-Socjologiczny

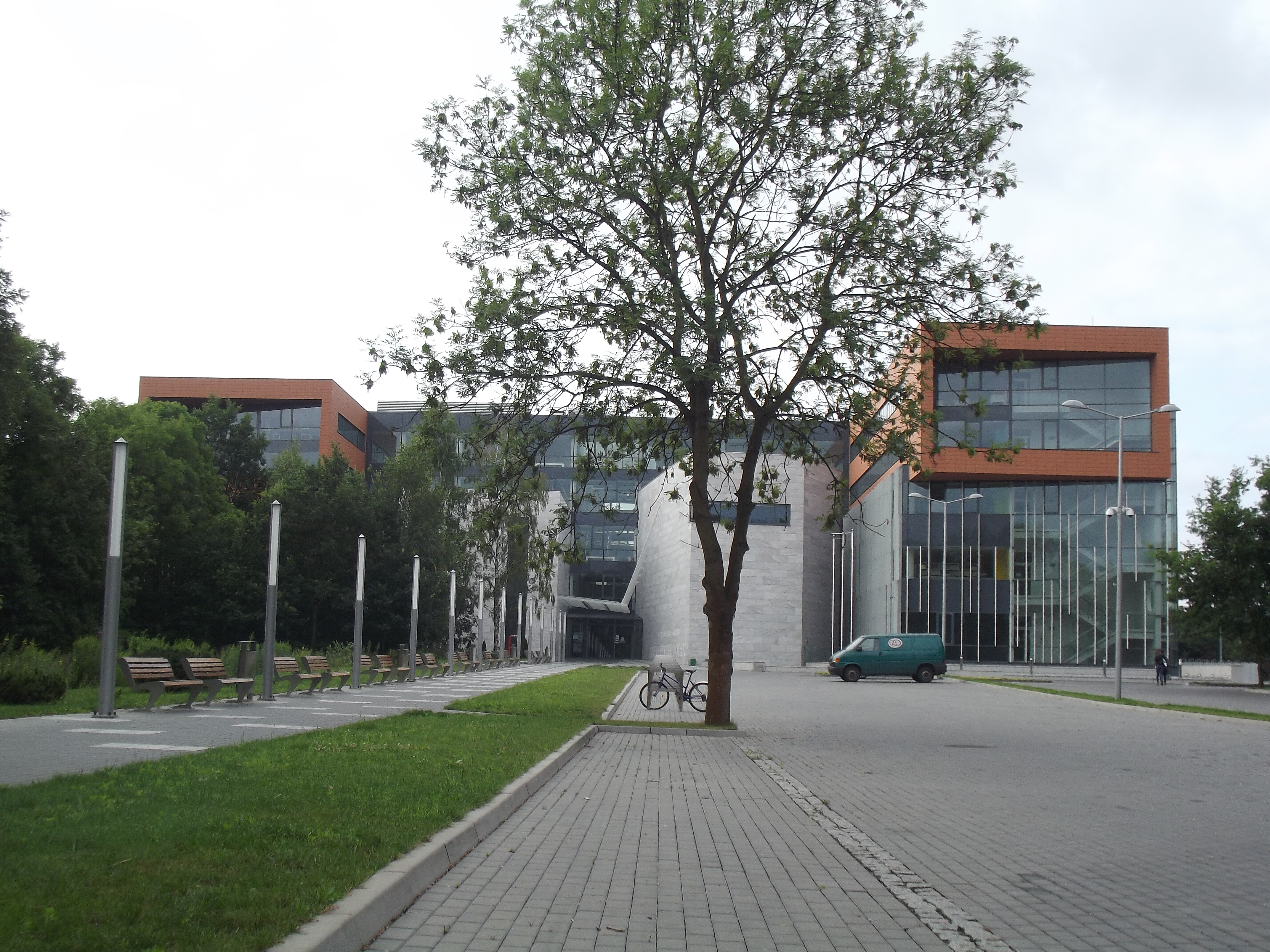
Budynek Wydziału Filologicznego Uniwersytetu Łódzkiego, lipiec 2015

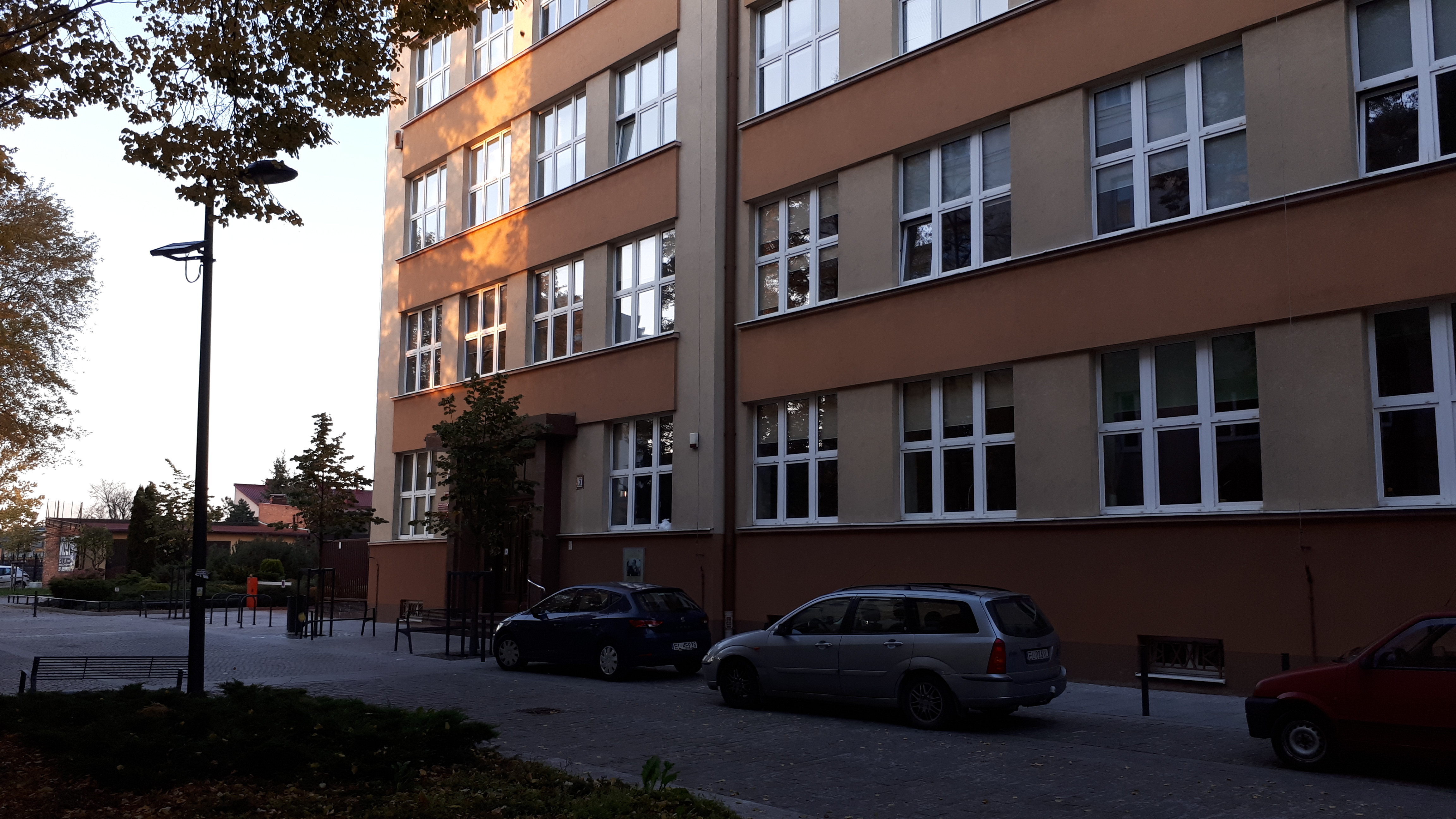
Instytut Filozofii

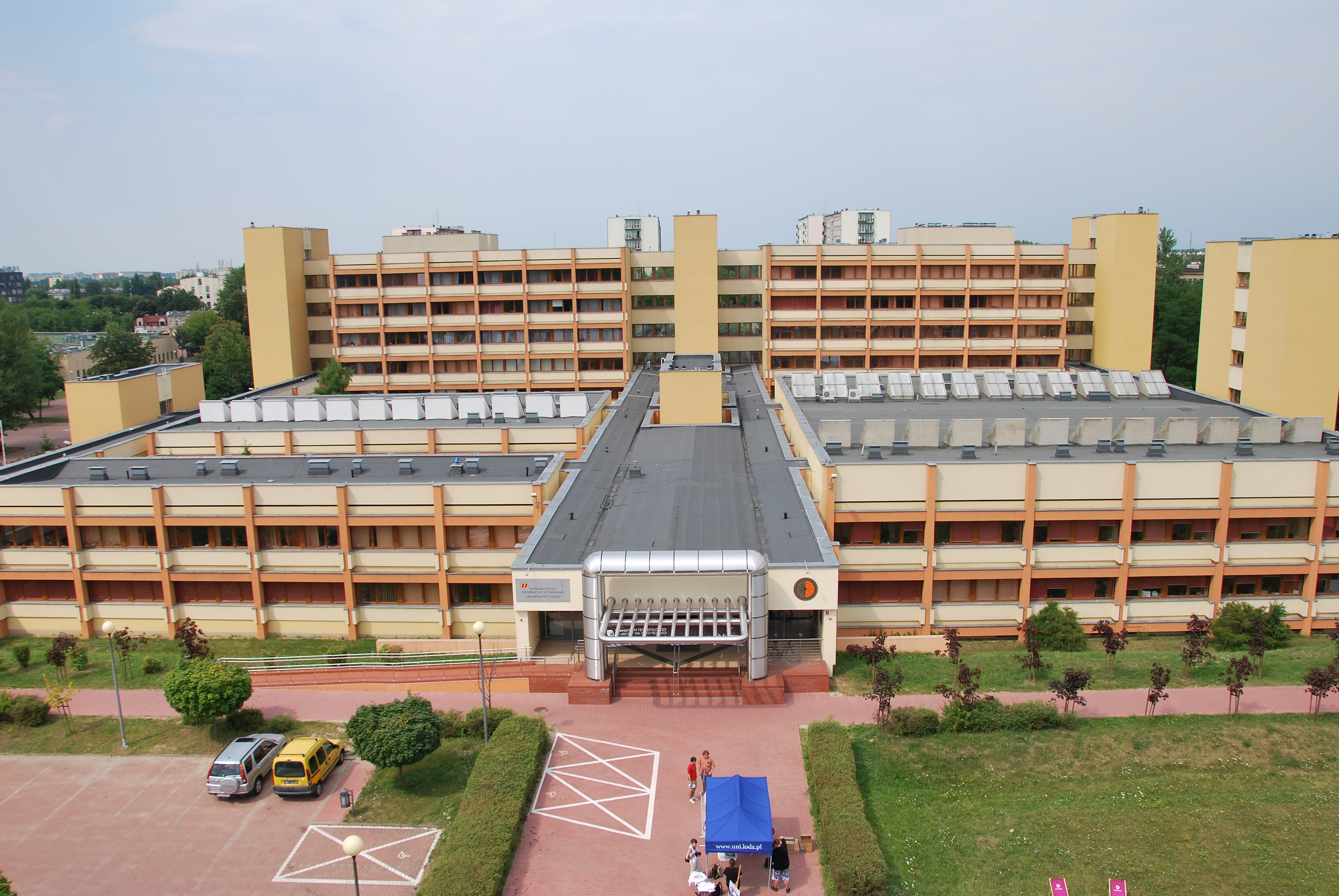
Gmach Wydziału Fizyki i Informatyki Stosowanej

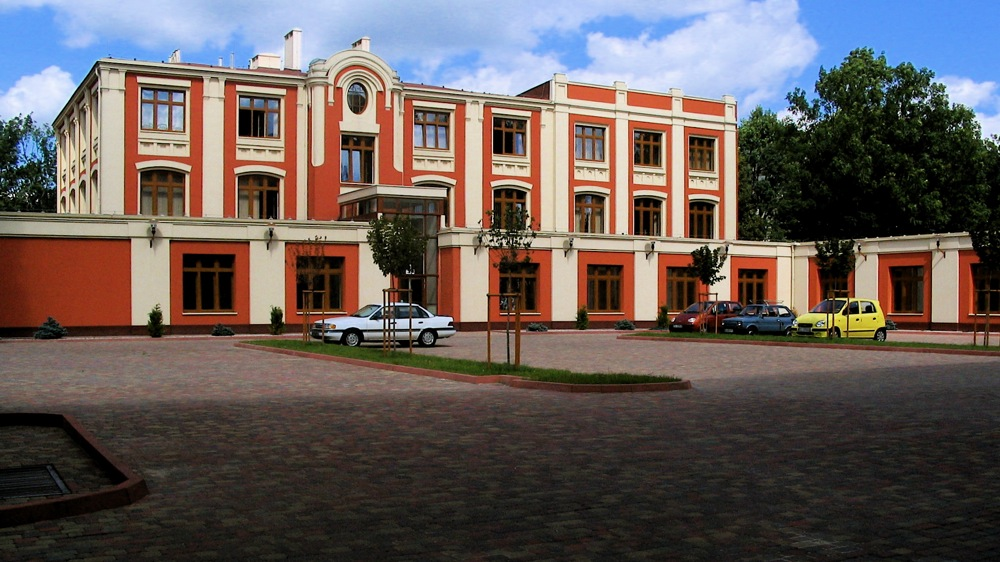
Wydział Nauk o Wychowaniu

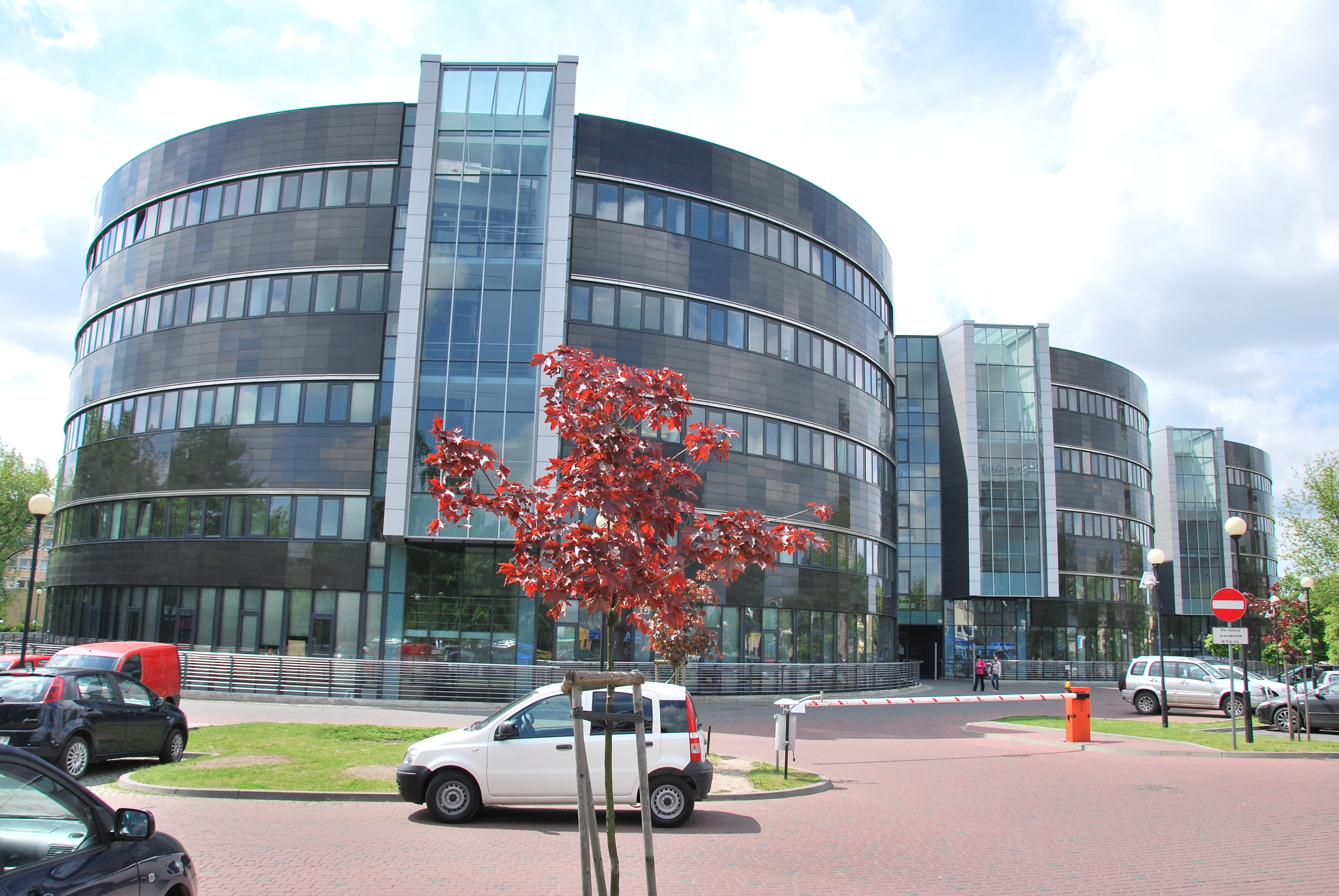
Collegium Iuridicum Wydział Prawa i Administracji, czerwiec 2013

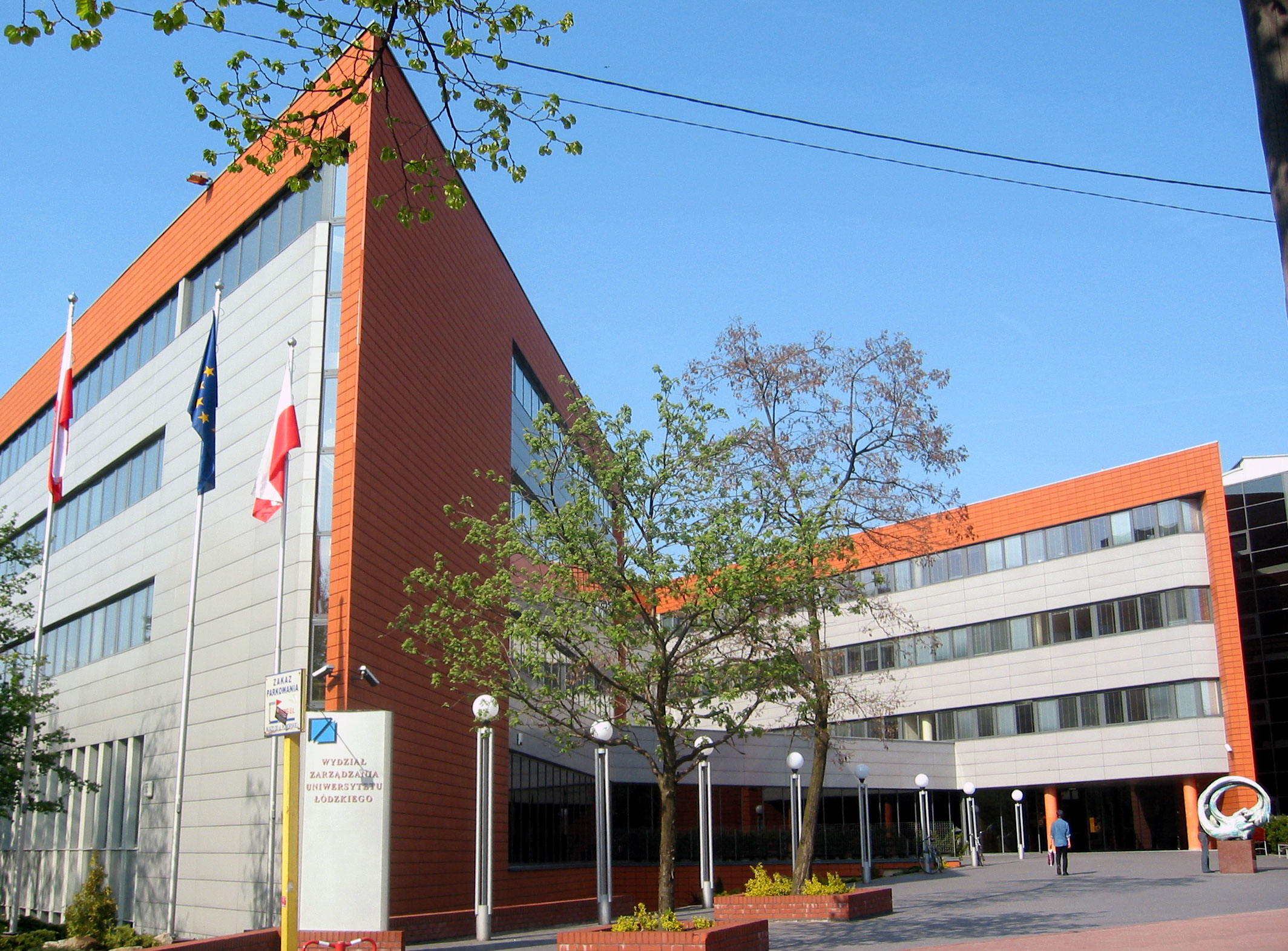
Wydział Zarządzania

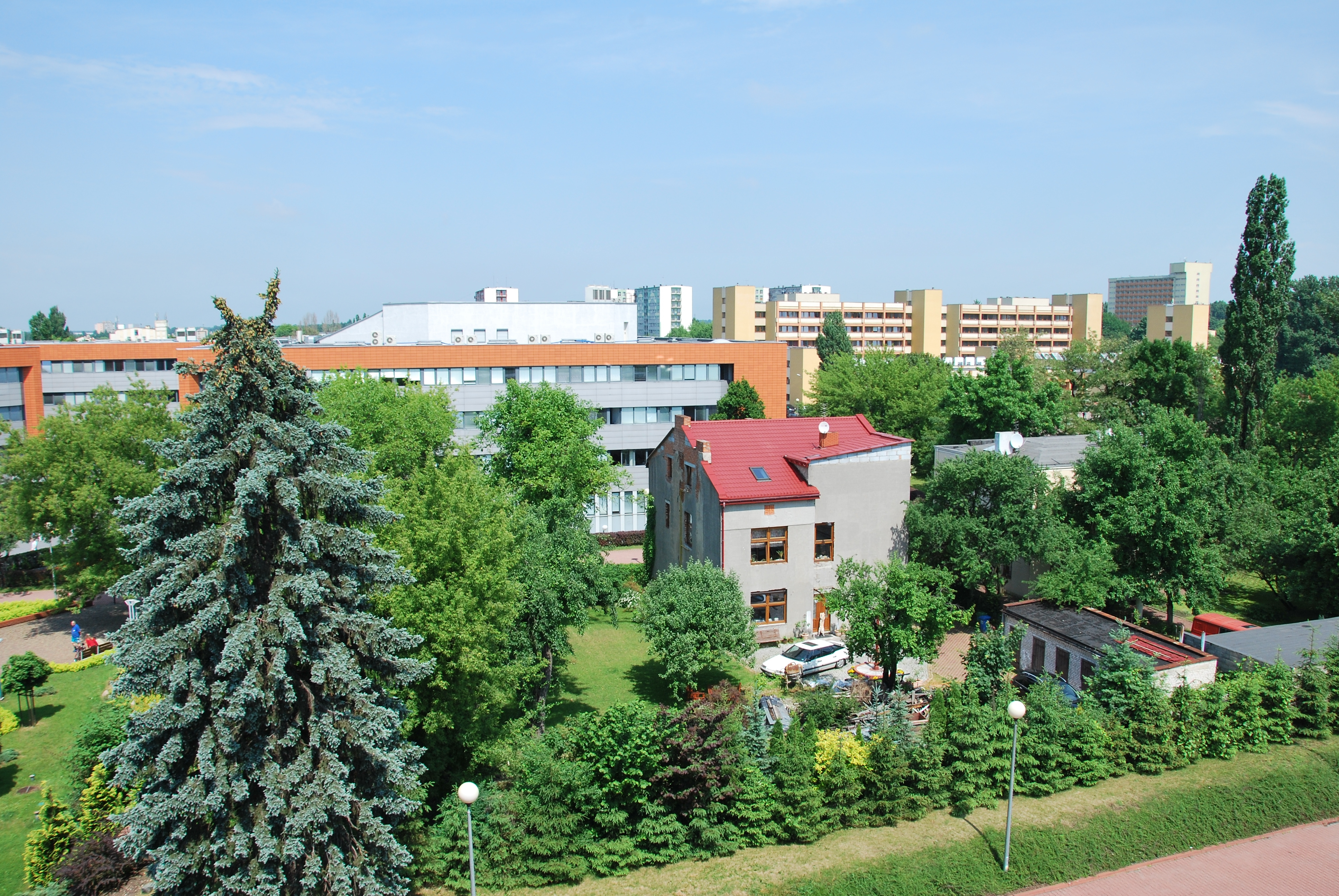
„Lumumbowo” fragment osiedla akademickiego

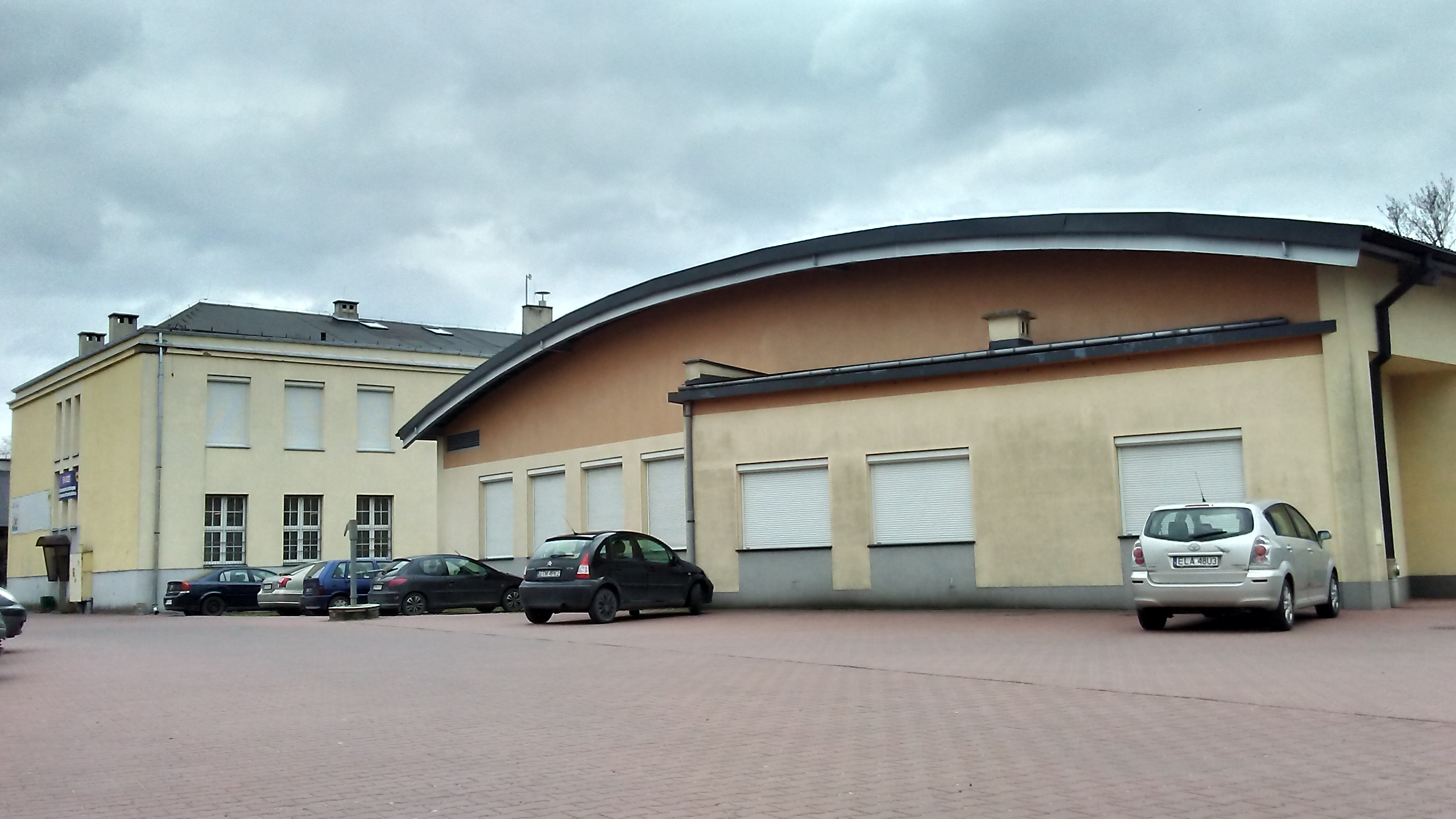
Filia Uniwersytetu Łódzkiego w Tomaszowie Mazowieckim

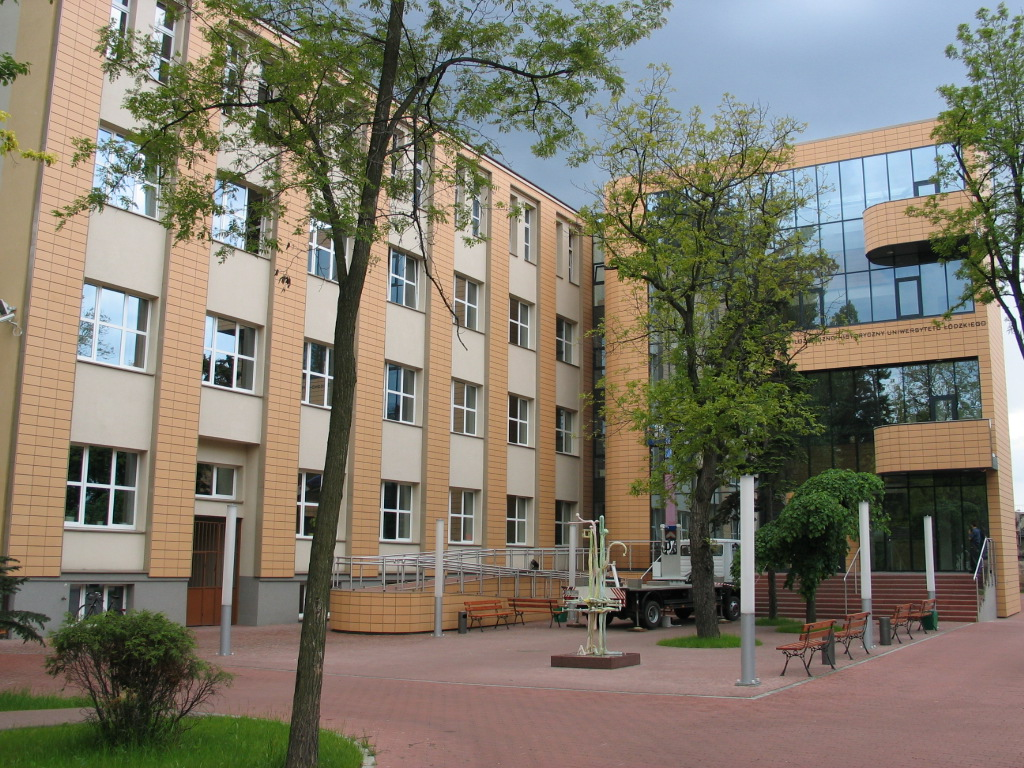
Instytut Historii

Inicjatorem powołania w Łodzi uczelni uniwersyteckiej, pod pierwotną nazwą Państwowy Uniwersytet – Wolna Wszechnica, był prof. Teodor Vieweger, rektor Wolnej Wszechnicy Polskiej. Pierwszymi rektorami uczelni byli: Tadeusz Kotarbiński, Józef Chałasiński, Jan Szczepański.
Uniwersytet Łódzki został powołany do życia dekretem z dnia 24 maja 1945 (z datą obowiązywania od 11 czerwca 1946). W momencie powstania uniwersytet liczył trzy wydziały: humanistyczny, matematyczno-przyrodniczy oraz prawno-ekonomiczny. W roku akademickim 1945/1946 w jego skład wchodziło sześć wydziałów: Wydział Farmaceutyczny, Wydział Humanistyczny, Wydział Lekarski, Wydział Matematyczno-Przyrodniczy, Wydział Prawno-Ekonomiczny i Wydział Stomatologiczny. Zatrudnionych było 530 pracowników, a studia rozpoczęło 7147 studentów, co stanowiło 12,7% ogólnej liczby studiujących wówczas w Polsce.
Wraz z uniwersytetem powstała studencka organizacja samopomocowa pn. Bratnia Pomoc Studentów Uniw. Łódzkiego, której kuratorem z ramienia rektora był prof. Borys Łapicki.
Z czasem uniwersytet rozwijał się i powstawały nowe wydziały. 24 października 1949 rozporządzeniem wykonawczym Rady Ministrów powstał system akademii medycznych w wielu miastach polskich, w tym Akademia Medyczna w Łodzi wydzielona z UŁ (dziś Uniwersytet Medyczny w Łodzi).
W 1956 do struktur organizacyjnych UŁ włączono powołaną w 1946 Państwową Wyższą Szkołę Pedagogiczną w Katowicach, przemianowaną w 1947 na PWSP w Łodzi. Uczelnia ta została przeniesiona decyzją władz państwa w 1947 z Katowic do Łodzi. WSP w Katowicach ponownie utworzono w 1950 (była ona protoplastą Uniwersytetu Śląskiego w Katowicach). W 1961 włączono do UŁ Wyższą Szkołę Ekonomiczną. To ostatnie wydarzenie doprowadziło do utworzenia Wydziału Ekonomicznego, który powstał także z części kadry będącej do tej pory pracownikami naukowymi Wydziału Prawno-Ekonomicznego. Wkrótce po tych wydarzeniach, w 1964, utworzony został Wydział Ekonomiczno-Socjologiczny.
W 1981 tutaj miał miejsce strajk studentów, który doprowadził do zmian w funkcjonowaniu szkół wyższych oraz rejestracji NZS.
Dalszy rozwój Uniwersytetu Łódzkiego nastąpił w okresie po zmianach ustrojowych w Polsce. W 1991 przyłączono do UŁ, będący do tej pory pod zarządem AWF w Warszawie Instytut Wychowania Fizycznego i Sportu. Instytut ten wszedł do struktur organizacyjnych nowo powstałego wówczas Wydziału Nauk o Wychowaniu. Trzy lata później, w 1994, powołano do istnienia Wydział Zarządzania UŁ. W 1996 utworzono Wydział Matematyki oraz Wydział Fizyki i Chemii na bazie istniejących katedr z innych wydziałów uczelni.
Już w 1994 zaczął funkcjonować Instytut Studiów Międzynarodowych, który w 2000 przekształcony został w Wydział Studiów Międzynarodowych i Politologicznych.
W 2001 wyodrębniono z Wydziału Biologii i Nauk o Ziemi dwa nowe wydziały, tj. Wydział Nauk Geograficznych oraz Wydział Biologii i Ochrony Środowiska.
Wraz z rozwojem uczelni zaczęły powstawać także zamiejscowe ośrodki dydaktyczne UŁ. Ośrodki istniały w: Kutnie, Ostrołęce, Kaliszu, Zduńskiej Woli, Piotrkowie Trybunalskim, Bełchatowie, Sieradzu oraz w Skierniewicach. Od 1998 w Tomaszowie Mazowieckim działa filia UŁ.
Uniwersytet posiada m.in. budynek dawnej Szkoły Zgromadzenia Kupców przy ul. Narutowicza 68 (wcześniej siedziba Wydziału Chemii, obecnie rektorat).

## Wydziały
- Wydział Biologii i Ochrony Środowiska
- Wydział Chemii
- Wydział Ekonomiczno-Socjologiczny
- Wydział Filologiczny
- Wydział Filozoficzno-Historyczny
- Wydział Fizyki i Informatyki Stosowanej
- Wydział Matematyki i Informatyki
- Wydział Nauk Geograficznych
- Wydział Nauk o Wychowaniu
- Wydział Prawa i Administracji
- Wydział Studiów Międzynarodowych i Politologicznych
- Wydział Zarządzania
- Międzywydziałowe Indywidualne Studia Humanistyczne (Wydział Filologiczny, Wydział Filozoficzno-Historyczny, Wydział Studiów Międzynarodowych i Politologicznych)

W 2002 uruchomione zostały magisterskie Międzywydziałowe Studia Matematyczno-Przyrodnicze, ich słuchacze – pod kierunkiem opiekunów naukowych – studiują w trybie indywidualnym, mogąc wybierać kierunek, m.in. biologia, chemia, fizyka, informatyka, matematyka.
Ogółem w Uniwersytecie Łódzkim w roku akademickim 2003/2004 studiowało ponad 41 tys. osób. Uczelnia zatrudniała 2205 pracowników naukowych (w tym 211 profesorów tytularnych, 305 doktorów habilitowanych, 891 doktorów).
Uniwersytet Łódzki prowadzi w szerokim zakresie studia doktoranckie, na których studiuje około 860 osób.
W Uniwersytecie Łódzkim można uzyskać podwójne dyplomy z zakresu zarządzania (umowa z Uniwersytetem Lyon III), translatoryki (umowa z Uniwersytetem Strasbourg II), komputerowego językoznawstwa angielskiego (umowa z Uniwersytetem w Lancaster) oraz dyplom MBA University of Maryland. Uczelnia uczestniczy również w projekcie promującym nauczanie na odległość wspieranym przez USAID oraz w programie MOST umożliwiającym odbywanie części studiów w wybranym uniwersytecie polskim.
W uczelni tworzone są od kilku lat wyodrębnione ośrodki naukowo-badawcze, jak Ośrodek Badań Europejskich, Ośrodek Badań i Studiów Przekładowych, Ośrodek Naukowo-Badawczy Europejskiej Polityki Przestrzennej i Rozwoju Lokalnego, Ośrodek Badawczy Myśli Chrześcijańskiej, Ośrodek Naukowo-Badawczy Problematyki Kobiet oraz Ośrodek Polskiego Komitetu Współpracy z Alliance française oraz Regionalny Ośrodek Informacji Patentowej.
W Uniwersytecie Łódzkim znajduje się najstarsze w Polsce Studium Języka Polskiego dla Cudzoziemców, w którym aktualnie studiuje ponad 290 studentów obcokrajowców.
Biblioteka Uniwersytecka (BUŁ) jest jedną z największych bibliotek w Polsce, a największą w Łodzi i posiada około 3 milionów woluminów.
Uniwersytet Łódzki ma podpisane umowy o współpracy z 84 wyższymi uczelniami w 25 krajach.
Pracownicy Uniwersytetu Łódzkiego biorą udział w wielu programach międzynarodowych, m.in.: Socrates-Erasmus, TEMPUS, Inco-Copernicus, ACE, Jean Monnet, CEEPUS. Uniwersytet Łódzki jest zbiorowym członkiem organizacji międzynarodowych: European University Association (EUA), Association of European Schools of Planning (AESOP), Alliance of Universities for Democracy, działa także w ramach sieci El Grupo Compostela de Universidades.
Uniwersytet Łódzki posiada Centrum Szkoleniowo-Konferencyjne, w którym znajduje się łącznie 8 sal konferencyjnych i 190 miejsc noclegowych.
Od 2012 Uniwersytet Łódzki prowadzi własne przedszkole dla dzieci pracowników i studentów.
Pod patronatem Rektora Uniwersytetu Łódzkiego działa Publiczne Liceum Ogólnokształcące Uniwersytetu Łódzkiego im. Sprawiedliwych wśród Narodów.
Uniwersytet Łódzki użytkuje 82 budynki dydaktyczno-administracyjne o powierzchni blisko 174 tys. m², w tym 6 stacji naukowo-badawczych działających poza terenem Łodzi oraz 11 domów studenckich z ponad 4 tys. miejsc. Ponadto posiada około 300 miejsc w 2 hotelach asystenckich.
Od 2015 uczelnia otworzyła wirtualny Klub Absolwenta UŁ, w ramach którego absolwenci mogą utrzymywać kontakt z uczelnią i innymi absolwentami. Od marca 2015 wdrażany jest również projekt „Karty Absolwenta UŁ” o której wydanie może ubiegać się każdy, kto uzyskał dyplom ukończenia studiów na Uniwersytecie Łódzkim, a która daje szereg korzyści i przywilejów na uczelni (np. możliwość korzystania z basenu, czy wypożyczania książek w BUŁ) i u partnerów zewnętrznych (m.in. rabaty w szkołach językowych, w korporacjach taksówkarskich, u fryzjerów). Od 2014 uczelnia prowadzi też program „Absolwent VIP Uniwersytetu Łódzkiego”, który skupia wokół uczelni jej najwybitniejszych absolwentów. Jednym z działań jest projekt mentorski, w ramach którego studenci UŁ mogą korzystać z indywidualnego wsparcia absolwentów VIP.

## Osiągnięcia
- 2013 – UŁ zajął 100. miejsce w rankingu stu najlepszych placówek naukowych dwudziestu rynków wschodzących, w tym 4. miejsce w Polsce. Ranking opracował brytyjski tygodnik „Times Higher Education”[13].
- 2012 – studenci Wydziału Fizyki UŁ zdobyli I miejsce w ogólnopolskim konkursie HTC Tomorrow Talks[14]– UŁ jako jedna z pięciu uczelni w kraju został uhonorowany tytułem Dobra Uczelnia – Dobra Praca[15] – student UŁ Paweł Rogaliński wygrał I nagrodę w konkursie Europejskiej Partii Ludowej w Parlamencie Europejskim pn. EPL rozmawia ze studentami[16]– UŁ uzyskał 91 pozycję w rankingu GreenMetric na najbardziej ekologiczne uczelnie na świecie[17]
- 2011 – w rankingu magazynu Perspektywy na najlepsze uczelnie akademickie UŁ osiągnął 6 pozycję w Polsce[18].
- 2007 – UŁ znalazł się wśród 500 najlepszych uczelni na świecie według rankingu magazynu The Times.
- 2006 – uczelnia znalazła się na 501 miejscu w światowym rankingu TopUniversities.com[19].

## Baza dydaktyczna
Od kilku lat, wraz z rozwojem uczelni w kwestii wzrostu liczby studentów i wykładowców, odbywa się również rozwój bazy dydaktycznej, który ma na celu poprawę warunków pracy i studiowania na UŁ. Do tej pory wyremontowane zostały, istniejące co najmniej kilkadziesiąt lat, budynki wydziałów: Biologii i Ochrony Środowiska (przy ul. Banacha), Ekonomiczno-Socjologicznego (przy ul. POW), Filozoficzno-Historycznego (przy ul. Kamińskiego), Matematyki i Informatyki (przy ul. Matejki), Nauk o Wychowaniu (przy ul. Pomorskiej), Prawa i Administracji (przy ul. Składowej). Znajdujące się między ul. Kopcińskiego i Narutowicza budynki pofabryczne poddano rewitalizacji i dostosowano dla potrzeb Wydziału Nauk Geograficznych. Obecnie odbywa się remont gmachu Wydziału Fizyki i Informatyki Stosowanej (przy ul. Pomorskiej). Ponadto w ostatnich latach stanęły zupełnie nowe budynki: Wydziału Zarządzania (przy ul. Matejki), Aula Wydziału Ekonomiczno-Socjologicznego (przy ul. Rewolucji 1905 r.), nowa część Wydziału Filozoficzno-Historycznego – Instytutu Historii (przy ul. Kamińskiego), nowa część biblioteki uniwersyteckiej (przy ul. Matejki). Prócz tego kilka lat temu dobiegły końca inwestycje w postaci nowych budynków Wydziału Prawa i Administracji (nowoczesna aula i biblioteka). Ponadto w latach 2007–2008 powstał nowy budynek tego wydziału, który ma stać się najbardziej reprezentacyjnym obiektem uczelni. Jego cechą charakterystyczną jest specyficzny kształt (dla oddania symboliki, odzwierciedlającej gmach nauk prawniczych, budynek powstał w kształcie paragrafu).
Ukończona została budowa kolejnego obiektu Wydziału Biologii i Ochrony Środowiska – pawilonu Biologii Molekularnej (przy zbiegu ulic Pomorskiej i Matejki). Zakończony został także remont budynku byłego technikum chemicznego przy ul. Tamka 12, gdzie obecnie mieści się większa część Wydziału Chemii (katedry: Chemii Organicznej, Chemii Organicznej i Stosowanej, Chemii Nieorganicznej i Analitycznej oraz administracja wydziału). Oddano do użytku nowy gmach Wydziału Filologicznego (przy ul. Pomorskiej). W sierpniu 2011 r. ukończone zostały prace remontowe w starym pofabrycznym budynku przy ul. Pomorskiej (nieopodal Lumumbowa). W budynku swoją siedzibę znalazło powstałe w 2009 roku liceum uniwersyteckie. W grudniu 2011 oddano do użytku Stację Terenową Wydziału Biologii i Ochrony Środowiska w Spale.
Poprawiono też warunki uczelni dla uprawiania sportu i rekreacji. Przy ul. Styrskiej funkcjonuje obecnie centrum sportowe (stadion lekkoatletyczny z syntetyczną bieżnią, korty tenisowe, kryta pływalnia, a także kilka sal, przeznaczonych dla sportów, zarówno drużynowych – koszykówka, siatkówka, jak i indywidualnych – judo, tenis stołowy).
Poza obiektami dydaktycznymi uczelnia w ostatnich latach sukcesywnie podejmowała się remontów swoich akademików.

## Zabytki
Obecnie, w wyniku prowadzonej od lat poprawy bazy dydaktycznej, Uniwersytet Łódzki wyremontował lub sprzedał wiele starych budynków, zastępując je nowo wybudowanymi. Mimo to uczelnia ma w swoim posiadaniu reprezentacyjne zabytki. Jest to m.in. Pałac Alfreda Biedermanna w Łodzi wybudowany w latach 1910–1912, usytuowany w parku u zbiegu ulic Franciszkańskiej i Północnej. Pałac stylem nawiązuje do siedemnastowiecznego pałacu francuskiego. Trzykondygnacyjny budynek fasadą zwrócony jest do ulicy Franciszkańskiej, a jego dwa tarasy prowadzą do ogrodu. W najbardziej reprezentacyjnej części budynku mają miejsce oficjalne uroczystości uniwersyteckie (znajduje się tam także Muzeum UŁ). Uniwersytet posiada również budynek byłej Szkoły Zgromadzenia Kupców z 1907, w którym po remoncie, od 2015 mieści się rektorat.

## Władze
Władze uczelni w kadencji 2024–2028:
- rektor: prof. dr hab. Rafał Matera
- prorektor ds. nauki, I zastępczyni rektora: dr hab. Dorota Golańska, prof. UŁ
- prorektor ds. kształcenia: dr hab. Małgorzata Wrzesień, prof. UŁ
- prorektor ds. umiędzynarodowienia nauki i kształcenia: dr hab. Katarzyna de Lazari-Radek, prof. UŁ
- prorektor ds. relacji akademickich i kontaktów z otoczeniem, II zastępca rektora: dr hab. Radosław Olszewski, prof. UŁ
- prorektor ds. popularyzacji nauki i kształcenia: dr hab. Krzysztof Pabis, prof. UŁ

## Poczet rektorów
Rektorzy UŁ od 1945:
1. Tadeusz Kotarbiński (1945–1949)
2. Józef Chałasiński (1949–1952)
3. Jan Szczepański (1952–1956)
4. Adam Szpunar (1956–1962)
5. Stefan Hrabec (1962–1965)
6. Józef Stanisław Piątowski (1965–1968)
  - Witold Janowski (1968) – p.o.
7. Andrzej Nadolski (1968–1969)
8. Zdzisław Skwarczyński (1969–1972)
9. Janusz Górski (1972–1975)
10. Romuald Skowroński (1975–1981)
11. Jerzy Wróblewski (1981–1984)
12. Leszek Wojtczak (1984–1990)
13. Michał Seweryński (1990–1996)
14. Stanisław Liszewski (1996–2002)
15. Wiesław Puś (2002–2008)
16. Włodzimierz Nykiel (2008–2016)
17. Antoni Różalski (2016–2020)
18. Elżbieta Żądzińska (2020-2024)
19. Rafał Matera (od 1 września 2024)

## Poczet prorektorów
Wybrani prorektorzy UŁ w latach 1946–1993:
1. Marian Grotowski (1946–1947)
2. Eugeniusz Wilczkowski (1947–1949)
3. Jerzy Jakubowski (1949)
4. Józef Litwin (1950–1955)
5. Bernard Zabłocki (1951–1965)
6. Adam Szpunar (1955–1956)
7. Karol Dejna (1956–1959)
8. Hieronim Urban (1956–1959)
9. Stefan Hrabec (1959–1962)
10. Aleksander Zawadzki (p.o. październik 1960 – lipiec 1961)
11. Edward Rosset (1961–1965)
12. Józef Stanisław Piątowski (1962–1965)
13. Witold Janowski (1965–1968)
14. Jerzy Wróblewski (1965–1968)
15. Andrzej Nadolski (1965–1968)
16. Witold Hahn(inne języki) (1968–1972)
17. Zdzisław Skwarczyński (1968–1969)
18. Leszko Miastkowski(inne języki) (1968–1972)
19. Krystyna Kotełko (1969–1972)
20. Cezary Józefiak (p.o. 1975)
21. Władysław Welfe (1972–1978)
22. Witold Śmiech (1972–1975)
23. Romuald Skowroński (1972–1975)
24. Janusz Tylman (1975–1981)
25. Tadeusz Krzemiński(inne języki)(1975–1981)
26. Halina Mortimer-Szymczak (1978–1981)
27. Bazyli Bończak (1979–1981)
28. Romuald Bartnik (1990–1993)

## Doktoratyhonoris causaprofesorów UŁ
Pracownicy UŁ, którzy uzuskali tytułu doktorów honoris causa różnych uczelni:
- prof. Jan Dylik – geografia: dr h.c. Uniwersytetu w Caen (1967), dr h.c. Uniwersytetu w Strasbourgu (1967).
- prof. Tadeusz Kotarbiński – filozofia: dr h.c. Uniwersytetu w Sofii, dr h.c. Uniwersytetu w Brukseli (1947), dr h.c. Uniwersytetu Jagiellońskiego (1964), dr h.c. Uniwersytetu we Florencji (1965), dr h.c. Uniwersytetu w Oksfordzie (1968), dr h.c. Uniwersytetu w Bratysławie (1969).
- prof. Jan Szczepański – socjologia: dr h.c. Uniwersytetu w Brnie (1969), dr h.c. Uniwersytetu Warszawskiego (1973), dr h.c. Uniwersytetu Paryż I (Pantheone-Sorbone) (1980).
- prof. Wacław Szubert – prawo: dr h.c. Uniwersytetu Wrocławskiego (1980), dr h.c. Uniwersytetu w Bordeaux (1983), dr h.c. Uniwersytetu Jagiellońskiego (1987);
- prof. Władysław Welfe – ekonometria: dr h.c. Uniwersytetu w Uppsali (1978), dr h.c. Akademii Ekonomicznej w Krakowie (1995), dr h.c. Uniwersytetu Lyon II (1997), dr h.c. Uniwersytetu Łódzkiego (2005).
- prof. Jolanta Kulpińska – socjologia: dr h.c. Uniwersytetu w Tampere (1985).
- prof. Zygmunt Charzyński – matematyka: dr h.c. Politechniki Łódzkiej (1985).
- prof. Jerzy Wdowczyk – fizyka: dr h.c. Uniwersytetu w Durham (1985).
- prof. Jerzy Wróblewski – prawo: dr h.c. Uniwersytetu w Turku (1986), dr h.c. Uniwersytetu Kraju Basków (1988).
- prof. Leszek Wojtczak – fizyka: dr h.c. Uniwersytetu w Yorku (1989), dr h.c. Uniwersytetu Claude Bernard Lyon I (1991).
- prof. Cezary Kosikowski – prawo: dr h.c. Uniwersytetu im P. J. Safarika w Koszycach (1996).
- prof. Romuald Bartnik – chemia: dr h.c. Uniwersytetu Lyon I (1997);
- prof. Jerzy Dietl – marketing: dr h.c. Uniwersytetu Lyon III (1997).
- prof. Michał Seweryński – prawo: dr h.c. Uniwersytetu Lyon III (1997).
- prof. Alicja Jaruga – rachunkowość: dr h.c. Uniwersytetu Gdańskiego (1997).
- prof. Maria Olszewska – biologia: dr h.c. Akademii Medycznej w Łodzi (1999).
- prof. Adam Szpunar – prawo: dr h.c. Uniwersytetu Warszawskiego (1999).
- prof. Biruta Lewaszkiewicz-Petrykowska – prawo: dr h.c. Uniwersytetu im. Roberta Schumana w Strasburgu (2003).
- prof. Stanisław Liszewski – geografia: dr h.c. Politechniki Łódzkiej (2011)[25], dr h.c. Uniwersytetu Preszowskiego (2013)[26].